# Amamiclytus dembickyi
Amamiclytus dembickyi là một loài bọ cánh cứng trong họ Cerambycidae.